# مهرجان بابل الدولي
مهرجان بابل الدولي هو مهرجان سنوي يتم إقامته على مدرجات مدينة بابل الأثرية في محافظة بابل وسط العراق انطلقت فعالياته أول مرة عام 1987م. يتم خلاله استضافة العديد من الفرق العراقية والأجنبية التي تقوم بعروض فنية وموسيقية متنوعة ضمن فترة المهرجان كان يديره نقيب الفنانين العراقيين الأسبق داود القيسي. توقفت فعاليات المهرجان منذ عام 2003م على إثر حرب العراق والتدهور الأمني الذي اعقبها لكن تم استئناف فعاليات المهرجان. جذب هذا المهرجان الكثير من المشاركات من كل انحاء العالم ليقدموا أنواع الموسيقى كالموسيقى الشعبية، والاوبرا والبالة وأشهر الكتاب لمناقشة وقراءة كتبهم وكان هناك الكثير من المحاضرات والندوات تقام على نطاق واسع من الثقافة والأدب والفن والمواضيع الاثرية

## المشاركة الدولية
شهد مهرجان بابل الدولي للفنون عبر دوراته المتعاقبة مشاركة واسعة من دول عدة، مما يعكس مكانته الثقافية على الساحة الإقليمية والدولية. من بين الدول التي شاركت في المهرجان:
- فلسطين
- الأردن
- لبنان
- مصر
- تركيا
- فرنسا

تضمنت الفعاليات عروضًا موسيقية ومسرحية، بالإضافة إلى معارض فنية وورش عمل شارك فيها فنانون ومثقفون من مختلف البلدان، مما ساهم في تعزيز التبادل الثقافي وبناء جسور التواصل بين الشعوب.